# Contrada della Cerva
La Contrada della Cerva è stata una contrada di Milano appartenente al sestiere di Porta Orientale.

## Confini
La contrada confinava con la contrada del Verzaro da piazza Beccaria alla Cerchia dei Navigli. Il confine continuava poi dalla Cerchia a via Monforte, corso Vittorio Emanuele II fino all'incrocio con via Pasquirolo. Da qui, fino a piazza Beccaria, la contrada confinava con la contrada dell'Agnello. 

## Luoghi di culto

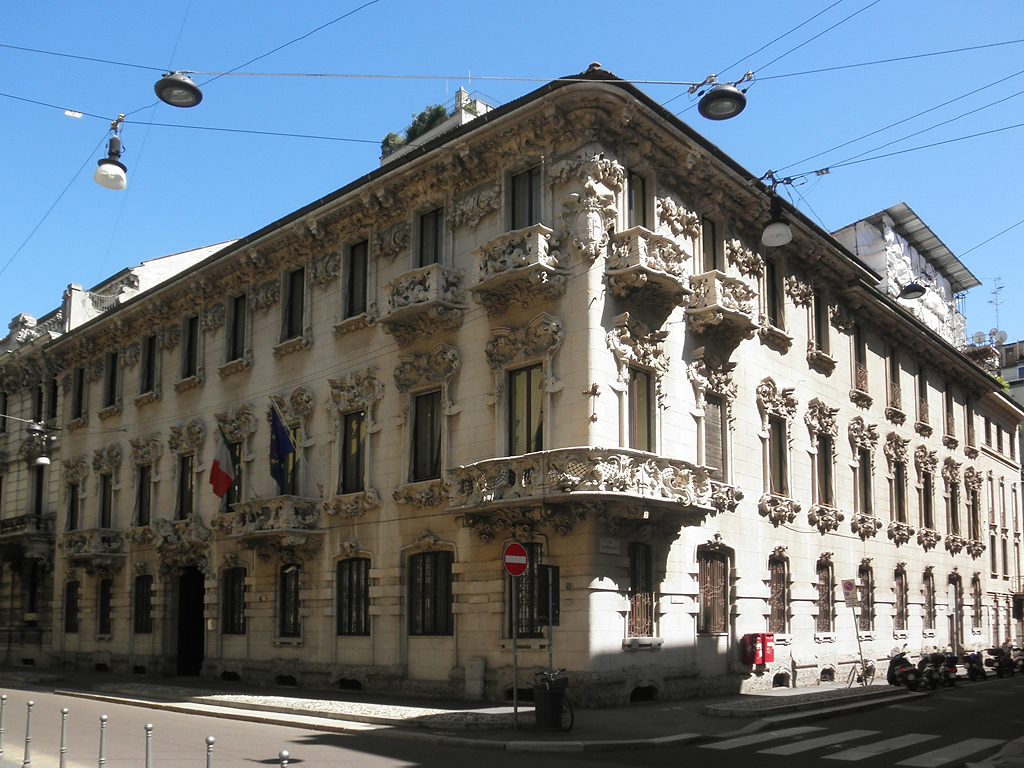
Corso Monforte angolo via Conservatorio a Milano

Erano comprese all'interno dei confini della contrada la chiesa di Santa Maria della Passerella, la chiesa di San Giovanni in Era e la Chiesa di Santo Stefano in Borgogna.

## Storia
Una tradizione, confutata dagli storici, vuole che il nome della contrada sia legato alla denominazione di un'osteria: in realtà l'etimologia è legata al significato simbolico del cervo. La chiesa di Santa Maria della Passerella deriva la seconda parte del nome dall'omonima via, probabilmente richiamante una passerella che portava alle mura cittadine o a una delle sue torri, oppure a un ponticello che scavalcava un corso d'acqua. 
La sopramenzionata chiesa di San Giovanni era anticamente conosciuta come San Giovanni Bocca d'Oro: il successivo nome di San Giovanni in Era è stata forse la storpiatura del nome latino di quest'ultima, os aureum (bocca d'oro). L'etimologia della chiesa di Santo Stefano in Borgogna è probabilmente legata al fatto che il quartiere fosse abitato da una comunità francese proveniente dalla Borgogna, oppure dal fatto che in questo quartiere della contrada ci abitasse la famiglia dei Bergonzi, nome poi storpiato in "Borgogna".